# Charles H. Grasty
Charles Henry Grasty foi um operador de jornalismo do jornal The Baltimore Sun, nascido em 3 de março de 1863.
Morreu em 19 de janeiro de 1924.